# Grossflammenwerfer
O Grossflammenwerfer ou Grof é um grande lança-chamas, projetado para ser usado em trincheiras. Além de unidades portáteis, os alemães projetaram lança-chamas pesados antes e durante a Primeira Guerra Mundial. Os recipientes de combustível e propelente eram muito grandes e pesados para a mobilidade, mas a mangueira poderia ser longa o suficiente para ser transportada para fora das trincheiras mais próximas do inimigo. Vários recipientes de propulsor e combustível podem ser conectados para melhorar o alcance e o tempo de uso.
Esses lança-chamas foram os primeiros lança-chamas feitos por Richard Fiedler. Ele também fez o Kleinflammenwerfer, que é mais portátil e mais fácil de usar que o Grossflammenwerfer.